# Joseph Vogt
Joseph Vogt (Schechingen, 23 giugno 1895 – Tubinga, 14 luglio 1986) è stato uno storico tedesco.

## Studi
Dal 1913 compì studi di teologia e dal 1916 di filologia e archeologia classica a Tubinga, dove fu allievo di Wilhelm Weber. Si laureò nel 1921 e nel 1923 divenne docente di storia antica. Nel 1924 trascorse un periodo di sei mesi in Egitto, Palestina e Nordafrica. 
Nel corso della sua carriera accademica ottenne una cattedra a Halle (1925), fu ordinario di storia antica a Tubinga, dove prese il posto di Weber (1926-1929); in seguito divenne decano della facoltà di filosofia (1927-1928). Ordinario a Würzburg (1929-1936), a Breslavia (1936-1940), di nuovo a Tubinga (1940-1944), a Friburgo in Brisgovia (1944-1946) ed infine nuovamente a Tubinga (dal 1946) dove fu decano (1952-1953) e rettore (1958-1959) e dove rimase fino alla nomina a professore emerito (1962). 
Membro di numerose accademie, tra le quali la Bayerische Akademie der Wissenschaften (1949), l'Akademie der Wissenschaften und der Literatur di Magonza della quale presiedette la commissione per la storia antica, la Heidelberger Akademie der Wissenschaften (1958), l'Académie des inscriptions et belles-lettres (1970) e l'Accademia Austriaca delle Scienze.
Fu inoltre membro dell'Istituto archeologico germanico (1953-1962), nel 1975 gli venne conferita la Laurea honoris causa dall'Università Cattolica di Milano (1975).
Fu inoltre co-redattore di numerose riviste e collane fra le quali: Tübinger Beiträge zur Altertumswissenschaft (1927-1930 e 1953-), Würzburger Studien zur Altertumswissenschaft (1931-1938), Breslauer Historische Forschungen (1936-1941), Saeculum. Jahrbuch für Universalgeschichte (1955-), Saeculum Weltgeschichte (1965-), Übersetzungen ausländischer Arbeiten zur antiken Sklaverei (1966-), Forschungen zur antiken Sklaverei (1967-).

## Opere
- Die alexandrinischen Münzen. Grundlegung einer alexandrinischen Kaisergeschichte, Stoccarda, 2 Bde., Stuttgart 1924 (dalla Diss., Tübingen 1921).
- Expedition Ernst von Sieglin II 2: Die griechisch-ägyptische Sammlung Ernst von Sieglin. Terrakotten, Leipzig 1924.
- Homo novus. Ein Typus der römischen Republik, Stuttgart 1926 [Antrittsrede ... an der Universität Tübingen].
- Herodot in Ägypten. Ein Kapitel zum griechischen Kulturbewusstsein, "Tübinger Beiträge zur Altertumswissenschaft", 5, Stuttgart 1929 (trad. gr. di K. J. Merentitis, Atene 1949).
- Orbis Romanus. Zur Terminologie des römischen Imperialismus, "Philosophie und Geschichte", 22, Tübingen 1929.
- Römische Geschichte. Erste Hälfte, Die Römische Republik, "Geschichte der führenden Völker" 6, Freiburg i. Br. 1932 (2ª e 3ª ediz. 1951; 4ª ediz. 1959; trad. ital. di V. Omodeo, Bari 1939 e ed. riv. Bari 1968).
- Römische Geschichte bis zum Ende der Republik, Einleitung in die Altertumswissenschaft, hrsg. von A. Gercke und E. Norden, III 2, Leipzig-Berlin 1933, pp. 1-54.
- Ciceros Glaube an Rom, "Würzburger Studien zur Altertumswissenschaft", 6, Stuttgart 1935 (rist. Darmstadt 1963).
- Cicero und Sallust über die Catilinarische Verschwörung, "Auf dem Wege zum nationalpolitischen Gymnasium", 3, Frankfurt 1938 (rist. Darmstadt 1966).
- Vom Reichsgedanken der Römer, Leipzig 1942.
- Rom und Karthago. Ein Gemeinschaftwerk, hrsg. von J. V., Leipzig 1943.
- Constantin der Große und sein Jahrhundert, Monaco di Baviera, Münchner Verlag, 1949.
- Sklaverei und Humanität im klassischen Griechentum, Akad. der Wiss. u. der Liter., Abh. der Geistes- und Sozialwissenschaftlichen Kl. 1953, 4, Wiesbaden 1953 (trad. ital., parziale, di M. Sechi, Roma 1969)-[Artt. in RAC:] Christenverfolgung, II (1954), Sp. 1159-1208; Constantinus der Grosse, III (1957), Sp. 306-379.
- Gesetz und Handlungsfreiheit in der Geschichte. Studien zur historischen Wiederholung, Stuttgart 1955.
- Struktur der antiken Sklavenkriege, Akad. der Wiss. u. der Liter., Abh. der Geistes- und Sozialwissenschaftlichen Kl. 1957, 1, Wiesbaden 1957
- Orbis. Ausgewählte Schriften zur Geschichte des Altertums. Zum fünfundsechzigsten Geburtstag von J. V. am 23. Juni 1960, hrsg. von F. Taeger und K. Christ, Freiburg-Basel-Wien 1960.
- Wege zum historischen Universum. Von Ranke bis Toynbee, "Urban-Bücher" 51, Stuttgart 1961 (trad. giappon. di K. Konishi, Tokyo 1966).
- Zur Religiosität der Christenverfolger im römischen Reich, "Sitzungsberichte der Heidelberger Akademie der Wissenschaften, Philos.-hist. Kl.", 1962, 1, Heidelberg 1962.
- Der Aufstieg Roms. Weltreich und Krise, "Herder-Bücherei", 128, 133, Freiburg i. Br. 1962.
- Ammianus Marcellinus als erzählender Geschichtschreiber der Spätzeit, Akad. der Wiss. u. der Liter., Abh. der Geistes- und Sozialwissenschaftlichen Kl. 1963, 8, Wiesbaden 1963.
- Der Niedergang Roms. Metamorphose der antiken Kultur, Zürich 1965 (trad. ital. di F. Codino, Milano 1965; trad. ingl. di J. Sondheimer, London 1967; trad. spagn. di F. Presedo, Madrid 1968).
- Sklaverei und Humanität. Studien zur antiken Sklaverei und ihrer Erforschung, "Historia, Einzelschriften", 8, Wiesbaden 1965.
- Kulturwelt und Barbaren. Zum Menschheitsbild der spätantiken Gesellschaft, Akad. der Wiss. u. der Liter., Abh. der Geistes- und Sozialwissenschaftlichen Kl. 1967, 1, Wiesbaden 1967.